# Goop
Goop es una empresa de bienestar y estilo de vida fundada por la actriz Gwyneth Paltrow. Fue lanzada como una "marca de estilo de vida" por Paltrow en septiembre de 2008, comenzando como un boletín semanal por correo electrónico que brindaba consejos con temáticas de la nueva era, como "vigile sus pensamientos" y "elimine los alimentos refinados", y el eslogan "Nourish the Inner Aspect" (nutre tu aspecto interno)". Posteriormente se agregó un sitio web de estilo de vida, y luego Goop se expandió al comercio electrónico, colaborando con marcas de moda, lanzando tiendas emergentes, celebrando una "cumbre del bienestar", lanzando una revista impresa, un podcast, y una serie promocional en Netflix.
Goop ha enfrentado a fuertes críticas por comercializar productos y tratamientos basados en pseudociencia, sin evidencia de eficacia y reconocidos por la comunidad médica como nocivos o engañosos. En 2017, Truth in Advertising presentó una queja ante los reguladores en el estado de California con respecto a más de 50 declaraciones sobre salud hechas por Goop, lo que resultó en un acuerdo de 125 000 $ y una orden judicial de cinco años que prohíbe a la compañía hacer declaraciones sin fundamento sobre las características o beneficios para la salud de sus productos.

## Historia
Goop comenzó como un boletín periódico en 2008, con una nota del editor de Paltrow en cada correo electrónico  ofreciendo información sobre su vida cotidiana. Goop se incorporó en 2011. Según Paltrow, el nombre de la compañía vino de alguien que le dijo que las compañías exitosas de Internet tienen doble O en su nombre, y que "quería que fuera una palabra que no significara nada y que pudiera significar cualquier cosa".
Seb Bishop fue CEO de Goop de 2011 a 2014. Otras celebridades se inspiraron en Goop para lanzar sus propios sitios web de estilo de vida. En 2014, Goop contrató a la fundadora de Oxygen Media y ex CEO de Martha Stewart Living Omnimedia Lisa Gersh como CEO. A partir de 2014, el contenido de bienestar de Goop se volvió cada vez más radical: hasta el punto de que los médicos comenzarían a llamarlo pseudocientífico y los medios de comunicación describirían el contenido de Goop como "ya no es ridículo, no, ahora era peligroso".
En 2015, Paltrow declaró que quería que Goop fuera "su propia marca independiente". Hasta 2015, alrededor de dos docenas de personas trabajaban para Goop.
La compañía tenía aproximadamente 60 empleados en 2016. En el mismo año, el tema más buscado de Goop fue "desintoxicación". Más tarde, en 2016, tras su separación de Chris Martin Paltrow trasladó las operaciones de la compañía del Reino Unido a los EE. UU. y Gersh dejó el cargo de CEO. El puesto permaneció vacante hasta principios de 2017, cuando la junta nombró a Paltrow, quien había anunciado previamente en 2016 que se alejaría de Goop, para ocupar el puesto.
Para 2017, Goop tenía 90 empleados y tenía cada vez más críticas, incluida una demanda presentada por Truth In Advertising. En un artículo de Jezebel de abril de 2017, Stassa Edwards criticó la estrategia de marketing y venta minorista de Goop, alegando que la compañía se beneficiaba "de enfermedades interminables". Jill Avery, analista de marca, ha notado cómo la respuesta de Goop a las críticas parece diseñada para "fortalecer su marca y acercar más a sus clientes", señalando el uso de Goop del feminismo, las medicinas asiáticas tradicionales, las filosofías orientalesy las políticas anti-establecimiento para lograrlo. Paltrow caracteriza las críticas como "tormentas culturales" que causan una afluencia de tráfico al sitio web, afirmando que puede "monetizar esas miradas".
En 2018, Goop comenzó a reunir un equipo interno de ciencia y regulación. Goop, en asociación con Google, también comenzó a vender altavoces inteligentes y accesorios de Google Home en las tiendas permanentes de Goop así como en las tiendas temporales emergentes, abrió su primera tienda permanente de Goop en la costa este llamada Goop Lab en 25 Bond Street (Manhattan ) la cual sigue a la ubicación permanente abierta en Brentwood, California, en septiembre de 2017.

## Financiamiento e ingresos
En 2011, Goop generó 81 000 £ en ventas, y al año siguiente generó 1,1 millones de libras en ventas, con una pérdida de 23 000 £. A partir de 2013, Goop tenía pasivos netos de 540 086 £. Goop duplicó sus ingresos de 2014 a 2015, y nuevamente de 2015 a 2016.
En 2016, Goop recibió 15 millones de dólares en fondos de la Serie B de las firmas de capital de riesgo NEA, Felix Capital y 14W Venture Partner. Esto correspondió con la centralización de operaciones de Goop en el área de Los Ángeles, donde tiene residencia Paltrow, y lejos de Nueva York, donde vive Gersh.
En 2018, Goop recaudó 50 millones de dólares en fondos de la Serie C de empresas como NEA, Lightspeed y Felix Capital, elevando la inversión total en la compañía a 82 millones de dólares. en ese mismo año la valuación de la compañía aumentó a 250 millones de dólares.

## Productos y distribución
En 2012 se lanzó una tienda en línea y esta obtuvo ganancias por 1,5 millones de dólares para Goop durante el primer año de operación. Para 2014, el boletín de Goop tenía aproximadamente 700 000 suscriptores.
En 2015, Goop lanzó una imprenta editorial, Goop Press, con Grand Central Publishing, y planeó lanzar un título por año.
En 2016, los fondos adicionales también llevaron a un aumento en la dotación de personal para Goop, así como al lanzamiento de nuevos productos, incluida una marca de moda con un enfoque en ropa práctica y personalizada.
En 2017, Goop ingresó al mercado de vitaminas y suplementos. Paltrow tuvo la idea de comercializar suplementos después de recibir un cóctel Myers de Alejandro Junger en 2007. La rama de suplementos vendió más de 100 000 $ en productos el día de su lanzamiento. En abril, Goop anunció que habían firmado un acuerdo con Condé Nast para lanzar una nueva revista impresa bajo el nombre de Goop. La revista trimestral se lanzó en septiembre pero solo se publicaron dos números, con Nast reemplazando artículos que no superaron su proceso de verificación factual con artículos de viajes, y un desacuerdo sobre el uso de la revista para promocionar los productos de Goop. En diciembre de 2017, Goop anunció el lanzamiento de una tienda digital en Canadá, luego de su primera tienda física en el país en asociación con Nordstrom.
Goop genera ingresos de publicidad y también vende una línea de ropa de la marca Goop, un perfume y libros. En 2017, los lectores de Goop tenían un ingreso familiar anual promedio de 100 000 $.
Goop lanzó un podcast en marzo de 2018 utilizando Cadence13 como su plataforma digital. Su primer invitado fue Oprah Winfrey El podcast alcanzó el número uno en las listas de Apple Podcast el 8 de marzo. Está alojado en gran parte por Goop CCO Elise Loehnen y tiene una audiencia semanal de 100 000 a 650 000. Más tarde ese verano la compañía también se asoció con Westin Hotels & Resorts para ofrecer una variedad de programas de acondicionamiento físico llamados "G. Sport Sessions".
Goop comenzó a transmitir su podcast en 600 aviones de Delta Airlines en febrero de 2019. En septiembre de 2019, se asociaron con Banana Republic para hacer una serie de ocho partes para el podcast titulada Women on Top.
Goop amplió sus ofertas de moda en 2018, contratando a Danielle Pergament de Allure para ser la editora en jefe de Goop, directamente bajo la CCO Elise Loehnen. Ali Pew de InStyle fue contratado como director de moda de Goop y Anne Keane, anteriormente de la revista Lucky, se convirtió en directora de estrategia de moda de Goop, y asistieron a la Semana de la Moda de Nueva York como representantes de la compañía. En junio de 2018, Goop lanzó una cápsula de colección con la diseñadora de moda Lilly Pulitzer. En diciembre de 2018, Goop se asoció con Universal Standard para agregar una colección de ropa de talla grande a su línea de ropa. La colección de tallas grandes presenta las tallas de EE. UU. 00-40 (tallas del Reino Unido 2-44).
En junio de 2018, Goop abrió su primera tienda pop-up internacional en Londres. En enero de 2019, la misma se convirtió en una tienda Goop permanente. La compañía también contrató a su primer director de marketing, Andrés Sosa, para trabajar en una de mayor expansión en el Reino Unido. En agosto de 2018, Goop lanzó una línea de muebles y decoración para el hogar con la marca CB2 de Crate and Barrel.

### Marcas y líneas de productos.
Desde sus inicios en 2008, Goop ha lanzado una serie de marcas y líneas de productos. La sección de "belleza" del sitio web trabaja en conjunto con los productos vendidos en la tienda. Las marcas y líneas de productos de Goop se venden en línea, en la tienda de Goop en Brentwood Country Mart en Los Ángeles, y en otras locaciones en Los Ángeles, Nueva York, Chicago, the Hamptons, Dallas y Aspen, y en colaboración con las tiendas Nordstrom. Los productos de la marca Goop se cuadruplicaron en valor en 2017. Estas marcas incluyen: 
- Goop by Juice Beauty, una línea de maquillaje y cuidado de la piel lanzada en asociación con Juice Beauty[64] en 2016,[65] influenciada por la popularidad de un artículo de Goop el año anterior sobre productos de belleza sin formaldehído ni disruptores endocrinos.[11] Los productos de la marca están hechos de ingredientes orgánicos certificados por la USDA y se consideran veganos.[65]
- Goop Label, una línea de moda lanzada en septiembre de 2016.[66] La colección se basa en los estilos y favoritos personales de Paltrow,[67] y ha sido descrita como "productos básicos del high street chic".[68]
- Goop Fragrance, una línea de fragancias totalmente naturales que incluye perfumes y velas perfumadas.[69] La primera fragancia, Edition 01 Winter, fue creada por el perfumista Douglas Little[70] y lanzada en noviembre de 2016.[71]
- Goop Wellness, que vende productos libres de trasngénicos y vitaminas sin gluten[72] y otros suplementos.[38] La línea se lanzó en 2017[21] y fue influenciada por la popularidad de un artículo de Goop ese año sobre "agotamiento postnatal".
- G. Sport Sessions, una gama de programas de acondicionamiento físico ofrecidos en asociación con Westin Hotels and Resorts lanzados en 2018, con clases dirigidas por Tracy Anderson, el entrenador personal de Paltrow.[44]
- cb2 x goop, una línea de muebles y decoración para el hogar en colaboración con Crate and Barrel, lanzada en agosto de 2018.[54]

## Goop Lab
Goop Lab es una serie promocional de Goop y sus productos que simula ser un documental (acusada de ser en realidad un infomercial) que se estrenó el 24 de enero de 2020 en Netflix. Destaca a Gwyneth Paltrow y Elise Loehnen entrevistando a expertos en diferentes campos. La serie temas como: 
- Drogas psicodélicas utilizadas para psicoterapia
- Terapia de frío con el "experto" Wim Hof
- Sexualidad femenina protagonizada por la educadora sexual Betty Dodson
- Antienvejecimiento
- Curación energética
- Psíquicos y médiums.[76][77][78]

Los críticos han argumentado que otorgarle acceso a Goop a la plataforma de Netflix es una "victoria para la pseudociencia"

## Cumbres de bienestar
Goop celebró su primera cumbre de bienestar en junio de 2017. El evento contó con más de 600 asistentes. 
La segunda cumbre In goop Health de la compañía se celebró en la ciudad de Nueva York en enero de 2018. Los invitados y oradores famosos incluyeron a Drew Barrymore, Chelsea Handler y Laura Linney. Los panelistas incluyeron a Kelly Brogan, un "psiquiatra holístico de la salud", que ha cuestionado la efectividad de las vacunas y los medicamentos contra el VIH. La invitación a Brogan ha sido criticada por Page Six y Jezebel.
La tercera cumbre se celebró en Culver City, California, en junio de 2018. Los invitados incluyeron a Meg Ryan y Janet Mock. Paltrow está considerando formas de llevar la cumbre de bienestar "en gira", para poder acceder a un público más amplio. En octubre de 2018, Goop celebró su cuarta cumbre en el pabellón Stanley Park en Vancouver.
En marzo de 2019, Goop celebró su quinta cumbre en el muelle 17 de la ciudad de Nueva York.
En mayo de 2019, Goop celebró una cumbre de salud en goop en el vivero Rolling Greens en Los Ángeles. La candidata presidencial demócrata Marianne Willamson asistió a la octava cumbre de bienestar de Goop en Richmond, California.

## Parodias
En diciembre de 2016, se publicó un libro que parodiaba a Goop llamado Glop: Nontoxic Ideas That Will Make You Look Ridiculous and Feel Pretentious (Glop: Ideas no tóxicas que te harán parecer ridículo y pretencioso) que incluía consejos como: "Nuestros estilos de vida modernos están absolutamente llenos de toxinas, casi todo con lo que tenemos contacto diario, desde las sábanas de algodón egipcio a los diamantes de 8 quilates hasta la pintura de yates, todo es peligrosamente nocivo".
En junio de 2017, el New York Times informó que parodiar a Goop se había "convertido en un pasatiempo nacional".
Paltrow apareció en The Late Show en 2018 en un segmento de parodia en el que anuncia una colaboración entre Goop y la marca de estilo de vida de Stephen Colbert, Covetton House, con una esponja de baño que costaba 900 dólares. Más tarde ese año, Colbert y Paltrow colaboraron en una línea de productos para recaudar dinero para la educación en los Estados Unidos.
En marzo de 2018, Botnik Studios creó un boletín llamado "goob" que parodiaba a Goop, el cual generaba texto usando un programa de texto predictivo; Los titulares incluían cosas como "Escucha a tu cuerpo: tus migrañas son podcasts que intentan ser producidos".
Un artista de performance vendió "Agua de perro caliente" fuera de la cuarta cumbre de In Goop Health, una botella de agua con un hot dog adentro, que parodiaba un producto vendido por Goop con un cristal dentro de una botella de agua.
El personaje de Toni Collette "Joni" en Knives Out (2019) dirige una compañía de "marca de estilo de vida y bienestar" extrañamente similar a Goop llamada "Flam".

## Críticas
Goop ha sido criticado por promocionar productos extremadamente caros y hacer recomendaciones fuera de proporción que muchos de sus lectores no pueden permitirse, a lo que Paltrow ha respondido afirmando que tales productos y recomendaciones son "aspiracionales", además argumentando que los artículos disponibles no pueden fabricarse a precios más bajos, y que el contenido de Goop es gratuito. Dana Logan argumenta que Goop es un ejemplo de ascetismo como parte de la cultura consumista.
Goop también ha recibido críticas por vender cosméticos que contienen los mismos productos químicos ostensiblemente dañinos que el sitio le dice a las personas que deben evitar.
En abril de 2015, Paltrow y el personal de Goop participaron en un desafío de cupones ayuda alimentaria en un intento de demostrar que sus lectores podían cumplir con sus recomendaciones dietéticas a pesar de vivir con cupones de ayuda alimentaria. Los críticos sugirieron que las personas que tenían la necesidad de recibir dicha ayuda no podían permitirse las recomendaciones de Paltrow, y Paltrow renunció al desafío después de cuatro días.
Jon Wardle, profesor asociado de salud pública en la Universidad Tecnológica de Sídney, expresó su preocupación de que el equipo editorial de Goop intercalara buenos consejos de expertos con otras destinadas a comercializar productos con precios inflados.
Una serie de productos vendidos por Goop, así como ideas promocionadas en su blog, han sido criticadas por no tener bases científicas, no producir los resultados deseados, no tener beneficios médicos o incluso ser activamente dañinos: 
- En enero de 2015, Paltrow abogó por un tratamiento de spa conocido como "baño de vapor vaginal",[104] un proceso al que supuestamente se sometió en el Tikkun Spa en el área de Los Ángeles, en el que, en palabras de Paltrow, "te sientas en lo que es esencialmente un mini trono y una combinación de luz infrarroja y vapor de artemisa limpia tu útero, y demás."[105] Paltrow admitió que pensó que el proceso era "demencial" pero no lo rechazó, sugiriendo en vez que tiene "propiedades curativas reales".[106] Ginecólogos profesionales criticaron la práctica, y Draion Burch, un especialista en obstetricia y ginecología, indicando que "no hay evidencia científica que demuestre que funcione".[107] Un artículo publicado el 18 de julio de 2017 en TheStar.com documentó la batalla en curso sobre este problema entre Paltrow y Jennifer Gunter, una ginecóloga obstetra del "Kaiser Permanente" en San Francisco, a quien el Toronto Star llamó una experto en "salud vaginal".[108] También en 2015, Timothy Caulfield escribió un libro sobre el impacto negativo del respaldo de las celebridades titulado "¿Está Gwyneth Paltrow equivocada acerca de todo?" ("Is Gwyneth Paltrow Wrong About Everything?") en el que describió la falta de evidencia de varios productos vendidos por Goop y respaldados por Paltrow, así como las propuestas de salud  hechas por otras celebridades.[109][110][111][22]
- En octubre de 2015, en una publicación en el blog de Goop, Habib Sadeghi revisó la afirmación refutada de que el cáncer de mama podría estar relacionado con el uso de sostenes con aros de soporte. LAs declaraciones fue rápidamente criticadas,[112] con Gunter afirmando que "es el tamaño de los senos lo que aumenta el riesgo de cáncer de seno y no porque los senos más grandes necesiten más maltrato por los aros, sino porque los senos más grandes son más difíciles de auscultar y están asociados con la obesidad, un factor de riesgo de cáncer de seno ya conocido".[113]
- En enero de 2017, Goop comercializó el "huevo de jade" por 66 USD como una forma de ejercicio vaginal que, según su sitio web, "es utilizado por las mujeres para aumentar la energía sexual, la salud y el placer".[114] Una vez más, los ginecólogos criticaron este producto,[115] y Gunter lo llamó una "carga de basura".[116] En 2018, esta publicación fue etiquetada como una "modalidad milenaria".[117] En septiembre de 2018, la compañía Goop acordó pagar 145 000 $ para llegar a un acuerdo sobre una demanda que alega que Goop ha publicado declaraciones sobre los huevos y sobre un remedio herbal, ambos sin base científica.[118]
- En junio de 2017, Goop comercializó "Body Vibes", calcomanías portátiles para usar en el cuerpo las cuales  afirmaba que "equilibraban la frecuencia de energía en nuestros cuerpos".[119] Originalmente, el anuncio afirmaba que las calcomanías estaban "hechas con el mismo material de carbono conductor que la NASA usa para el forro interno de los trajes espaciales para poder monitorear los signos vitales de un astronauta durante su uso", pero la NASA negó que tuvieran "cualquier material de carbono conductor que forrara" sus trajes espaciales, con Mark Shelhamer, excientífico jefe de la división de investigación humana de la NASA, llegando a llamar tal afirmación "una bola de mierda". La referencia a la NASA fue eliminada posteriormente del anuncio, y el fabricante de las etiquetas emitió un comunicado a Gizmodo diciendo "Pedimos disculpas a la NASA, Goop, nuestros clientes y nuestros fanes por este error de comunicación. Nunca tuvimos la intención de engañar a nadie. Nos hemos enterado de que nuestro ingeniero fue mal informado por un distribuidor sobre el material en cuestión, el cual fue comprado por sus especificaciones únicas".[120]
- En octubre de 2017, The Skeptic otorgó a Goop el premio Rusty Razor "por la pseudociencia más audaz". El premio fue decidido por los votos de los lectores, y Goop fue el ganador "por avalancha".[121]
- En 2017, Goop promovió un dispositivo de enema de café de Implant O'Rama LLC, a pesar de la falta de evidencia científica de su eficacia y de la evidencia de los efectos secundarios potencialmente fatales de las enemas de café.[122][123]
- En enero de 2018, Goop fue criticado por publicar artículos del "medium médico" Anthony William, quien afirma usar habilidades paranormales para dar consejos médicos.[124] Goop ha dicho de William que él:

... es uno de los curanderos más sorprendentemente perspicaces y menos convencionales de la actualidad. Como él explica, la voz de una fuerza divina llamada Espíritu lo guía para identificar las raíces de las enfermedades difíciles de diagnosticar de sus pacientes y a encontrar las mejores soluciones para restaurar su salud ... Ahora, William comparte con nosotros cuatro de sus alimentos maravilla: manzanas, apio, jengibre y miel. A continuación, desglosa lo que los hace tan poderosos ... qué dolencias (desde ansiedad hasta enfermedad de Lyme, fatiga suprarrenal y niebla cerebral) tratar con cada comida ...

- En octubre de 2018, la Good Thinking Society denunció a la compañía ante los Estándares Nacionales de Comercio y la Autoridad de Estándares de Publicidad, alegando que Goop ha infringido más de 113 leyes de publicidad del Reino Unido. Laura Thomason, gerente de proyectos de la Good Thinking Society le dijo a The Independent:[126]

Es impactante ver el gran volumen de afirmaciones no sin respaldo hechas por Gwyneth Paltrow Goop sobre sus productos, especialmente dado que algunos de sus consejos de salud son potencialmente peligrosos... Gwyneth Paltrow puede tener buenas intenciones, pero ella y su compañía venden productos con afirmaciones que claramente podrían inducir a los clientes a un error... si Gwyneth Paltrow no puede proporcionar evidencia satisfactoria de las afirmaciones que hace de sus productos, no debería hacer dichas afirmaciones.

- El 20 de enero de 2020 Simon Stevens, el director del Servicio Nacional de Salud del Reino Unido criticó a Goop por promover tratamientos que presentan "riesgos considerables a la salud". Y usó a la marca como ejemplo durante su discurso sobre la desinformación médica que pone en riesgo la salud de los pacientes. Algunos de los ejemplos de prácticas promovidas por Goop que utilizó durante su discurso fueron las declaraciones de Goop de que "utilizar protección solar química es una mala idea" y la promoción de prácticas peligrosas para la salud como la limpieza de colon y los enemas de café.[127][128][129]

### Acuerdos legales
En 2016, Goop dijo que decontinuaría de forma voluntaria y permanente las declaraciones sobre Moon Juice 'Brain Dust' y 'Action Dust' luego de una consulta de la División Nacional de Publicidad del Consejo de Oficinas de Mejores Negocios.
En agosto de 2017, el grupo de defensa del consumidor Truth in Advertising presentó una queja ante los fiscales de distrito en el estado de California con respecto a las declaraciones de salud "engañosas" hechas por Goop con respecto a 51 productos, incluidos los mencionados huevos entre otros. La compañía resolvió la demanda en septiembre de 2018, acordó pagar 145 000 $, emitir reembolsos y estar sujeta a una orden judicial de cinco años bajo la cual no puede sugerir que sus productos tengan "patrocinio, aprobación, características, ingredientes, usos o beneficios que no tienen". En el momento del acuerdo, Goop había vendido alrededor de 3000 huevos de jade vaginales.

### Descargos de responsabilidad
A pesar de publicar de manera rutinaria artículos que pretenden brindar consejos de salud y nutrición en una amplia gama de temas, estos artículos generalmente terminan con este descargo de responsabilidad: 

"Las opiniones expresadas en este artículo tienen la intención de resaltar estudios alternativos e inducir la conversación. Son las opiniones del autor y no representan necesariamente las opiniones de Goop, y son solo para fines informativos, incluso si y en la medida en que este artículo presenta el consejo de médicos y profesionales de la medicina. Este artículo no es, ni pretende ser, un sustituto a un consejo médico profesional, diagnóstico o tratamiento, y nunca se debe ser tomado como un consejo médico específico ".

 A principios de 2018, Goop comenzó a etiquetar artículos con exenciones de responsabilidad que indicaban si su contenido era "Para su disfrute" o "Respaldado por la ciencia".
En respuesta, el 29 de junio de 2018, el grupo de vigilancia Truth in Advertising envió una carta al Grupo de trabajo sobre medicamentos y dispositivos médicos de California, diciendo que 

[Los descargos de responsabilidad] dejan en claro que la compañía es consciente de que no tiene la evidencia científica adecuada para respaldar muchas de las declaraciones de salud que está haciendo en sus materiales de marketing. Además, como cuestión legal, estos cuatro descargos no se pueden utilizar como protección para las afirmaciones de tratamiento de enfermedades sin fundamento. Es decir, a Goop no se le permite hacer una afirmación engañosa de salud y luego publicar un descargo de responsabilidad diciendo: 'lo siento, no hay evidencia científica confiable y competente para respaldar esa afirmación, pero compre nuestro producto para tratar su [complete la dolencia] de todos modos.'

 Las etiquetas y las descripciones del sitio web de los productos de suplementos dietéticos deben incluir la redacción estándar del descargo de responsabilidad de la Administración de Alimentos y Medicamentos de los Estados Unidos: "Estas declaraciones no han sido evaluadas por la Administración de Alimentos y Medicamentos (FDA). Este producto no está destinado a diagnosticar, tratar, curar o prevenir ninguna enfermedad". La impresión de este descargo de responsabilidad en las etiquetas y el sitio web no permite hacer afirmaciones de propiedades curativas más allá de la estructura básica: vocabulario de funciones, independientemente de la solidez de cualquier evidencia de ensayo clínico.